# Lourdes Cecilia Fernández
Lourdes Cecilia Fernández (Buenos Aires, 2 april 1981) is een Argentijnse zangeres, componiste en actrice. Ze is vooral bekend geworden als lid van de Argentijnse vrouwenband Bandana. Tevens is ze zangeres van de band Lourdes, welke naar haar is vernoemd.

## Discografie
- Televisivamente (2004)
- De otro mundo (2007)
- Third Studio Album (2010)

## Filmografie
- Vivir Intentando (2003) - Lourdes
- Popstars: Argentina (2001) - zichzelf
- 1000 millones (2002) - cameo